# 水原町

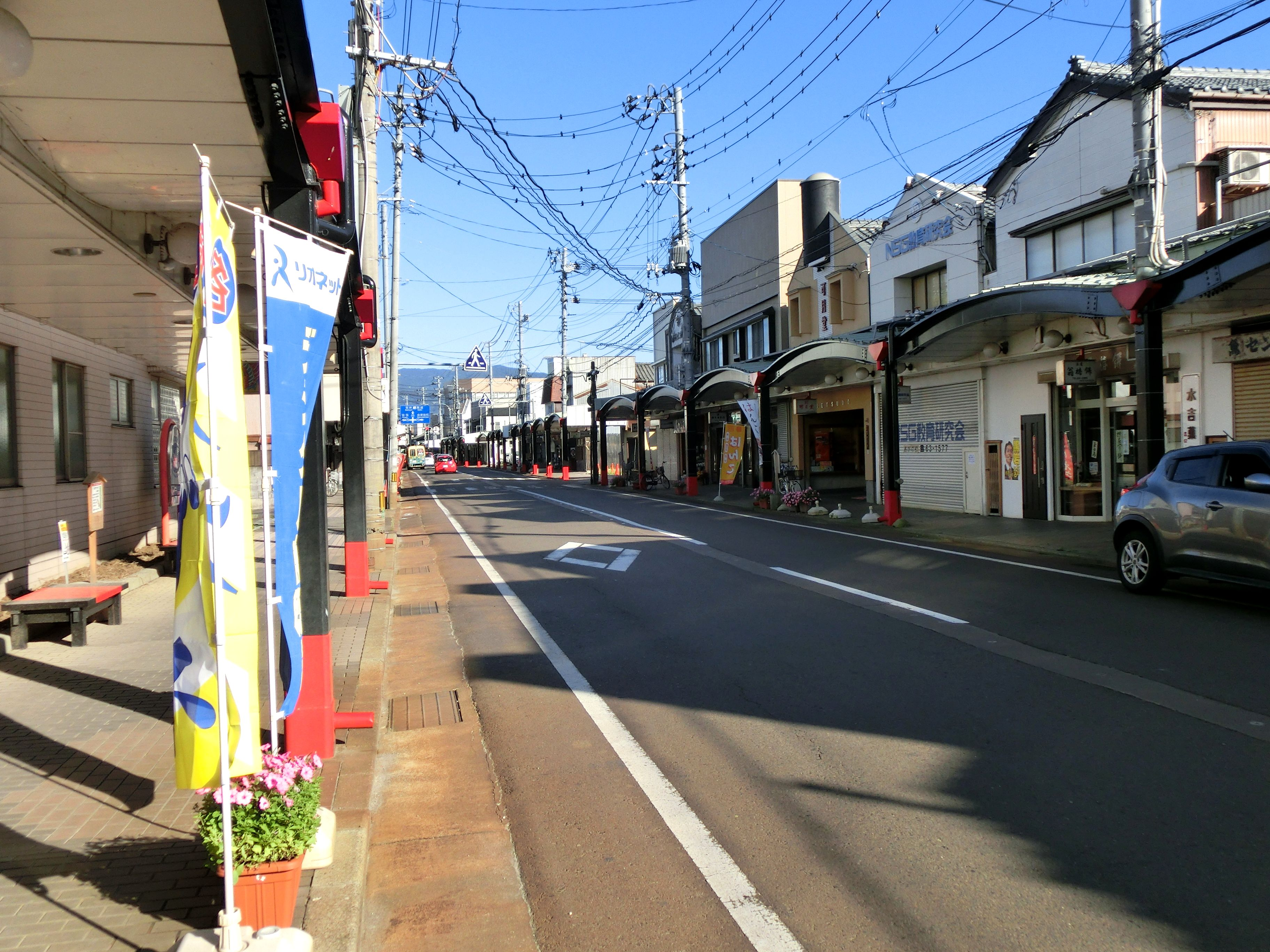
水原中心部

水原町（すいばらまち）は、かつて新潟県北蒲原郡にあった町。白鳥が飛来する瓢湖で知られていた。新潟市（旧西蒲原郡黒埼町を除く）への通勤率は14.1%（平成12年国勢調査）。
2004年（平成16年）4月、安田町、京ヶ瀬村、笹神村と合併し、阿賀野市になった。

## 地理
新潟県の北東部に位置し、国道49号が南北に縦断して、国道460号と交わる。市街地は羽越本線水原駅周辺に集中し、南部には田園地帯が広がる。
町の南西は、阿賀野川を挟んで新津市と接していた。
町の南東に、安田町、笹神村、三川村に囲まれた飛び地が存在したが、阿賀野市の誕生により解消された。

### 隣接していた自治体
- 京ヶ瀬村、豊栄市、笹神村、安田町、五泉市、新津市、三川村

## 歴史
- 平安時代 - 白河荘と呼ばれる荘園で、藤原摂関家が支配した。
- 平安末期 - 城氏が越後守として支配。
- 鎌倉初期 - 源頼朝が城一族を滅ぼす。関東御家人大見氏（後の水原氏、安田氏、山浦氏）が地頭職として補任。
- 江戸時代 - 幕府、新発田藩、村上藩に三分。
- 1764年（延享3年） - 水原代官所がおかれた。
- 1868年（明治元年）9月 - 天朝山に新潟府がおかれた。

天朝山は戊辰戦争（北越戦争）で消失した市島邸跡地。
- 1869年（明治2年）2月 - 越後府と改称。
- 1869年（明治2年）7月 - 水原県と改め、新潟県を合併。
- 1870年（明治3年） - 新潟県と改め、県庁所在地が新潟市へ移った。
- 1889年（明治22年）4月1日 - 町村制施行にともなう合併により、水原町、安野村、堀越村、社田村が発足。

| 水原町 | 水原町、中島村、外城村 |
| 安野村 | 下条村、山口村、山口村新田 |
| 堀越村 | 堀越村、小境新村、福田村、牧島村、境新村、越御堂村、野地城村、田中村、七石村、庄ヶ宮村、里村、深町村、金澤村、百津村、土橋村、市野山村、上中村、上中ノ目村、荒屋村、下金田村、大野地村、境新田、中潟新村新田、五分市村、新飯田村、中野村 |
| 社田村 | 分田村、寺社村、浦新村、東町村、上福岡村、西岡村、水ヶ曾根村、山本新村、熊居新田、上江端村、切梅新田、飯田新田 |

- 1890年（明治23年）3月 - 社田村が分田村に改称する。
- 1901年（明治34年） - 水原町が安野村と合併。町役場は旧安野村大字下条に設置[2]。
- 1916年（大正5年）5月1日 - 京ヶ瀬村、長浦村との境界変更[3]。
- 1955年（昭和30年） - 水原町が堀越村、分田村と合併。
- 1958年（昭和33年）10月10日 - 笹神村より天神堂、千原を編入。
- 2004年（平成16年）4月1日 - 水原町、安田町、笹神村、京ヶ瀬村が合併して、阿賀野市になった。

## 行政

### 町長
町長は以下の通り。
- 安孫子石太郎[4]
- 佐藤友右衛門

## 経済

### 産業
農業
『大日本篤農家名鑑 第1冊 明治43年5月』によると、水原町の篤農家は佐藤、柄沢、畠山、野田、片桐、後藤、長谷川、江口、芋川、宇尾野、三浦、飯塚、涌井、南場などがいた。
商工業
『日本全国商工人名録 明治25年版』の「越後国北蒲原郡水原町商工人名 明治二十三年四月現営業者」によると、商工業者は太物商の宇尾野、大岡、呉服太物洋物商の五十嵐、呉服商の高松、呉服太物唐物商の小河原、大竹、呉服太物商の佐藤、上荒物卸商の野田、上荒物・小間物商の加藤、蝋燭・荒物商の安孫子、和洋小間物商の西田、荒物・小間物商の井浦、清野、小間物・道中附子商並びに諸釘製造販売の山田、小間物・荒物商並びに丸釘紙類の小川、和漢洋書籍、雑誌・和洋小間物・宇治茶商の西村、和洋書籍・小間物商並びに諸雑誌取次所の西村、茶菓子商の中村、煙草商の岡部、青物・乾物商の片桐、薬種商の岡、最上醤油・日ノ出醸造元の細山、焼酎・醤油醸造並びに清酒商の阿部、材木・清酒商の小林、運送業の妹尾、旅人宿の丹治、妹尾などがいた。
企業
- 亀田製菓水原工場
- 白龍酒造

## 教育
- 新潟県立水原高等学校（合併後に新潟県立阿賀野高等学校となる）
- 水原中学校
- 水原小学校
- 安野小学校
- 堀越小学校

## 交通

### 鉄道路線
- 中心となる駅：羽越本線水原駅

### 道路
一般国道
- 国道49号
- 国道290号
- 国道460号

都道府県道
- 主要地方道
  - 新潟県道15号新潟長浦水原線
  - 新潟県道27号新潟安田線
  - 新潟県道55号新潟五泉間瀬線

## 名所・旧跡・観光スポット
- 瓢湖
  - 瓢湖水きん公園
  - 白鳥資料館
  - 白鳥の里
- 水原代官所（1995年8月復元[7]）
- 天朝山公園
  - 越後府矢倉（復元）

- 佛性山金剛院無為信寺

## 文化
- 郷土玩具 三角だるま
- 水原文化劇場 - 1969年の水原町では唯一の映画館[8]。

## 出身人物
- 宇尾野潔（資産家、新潟県多額納税者、農業）[9]
- 宇尾野藤八（篤農家[5]、大地主、第四銀行取締役、新潟貯蓄銀行監査役、新潟県多額納税者）
- 野田三郎（篤農家[5]、地主、新潟県多額納税者）
- 渡邊渚[10]（タレント、元フジテレビアナウンサー）